# Berberlejon
Berberlejon (även kallade atlaslejon) (latin: Panthera leo leo) är en underart av lejonet, utdöd i naturen sedan 1900-talets första del. Det finns möjligtvis några kvar i djurparker runt om i världen.

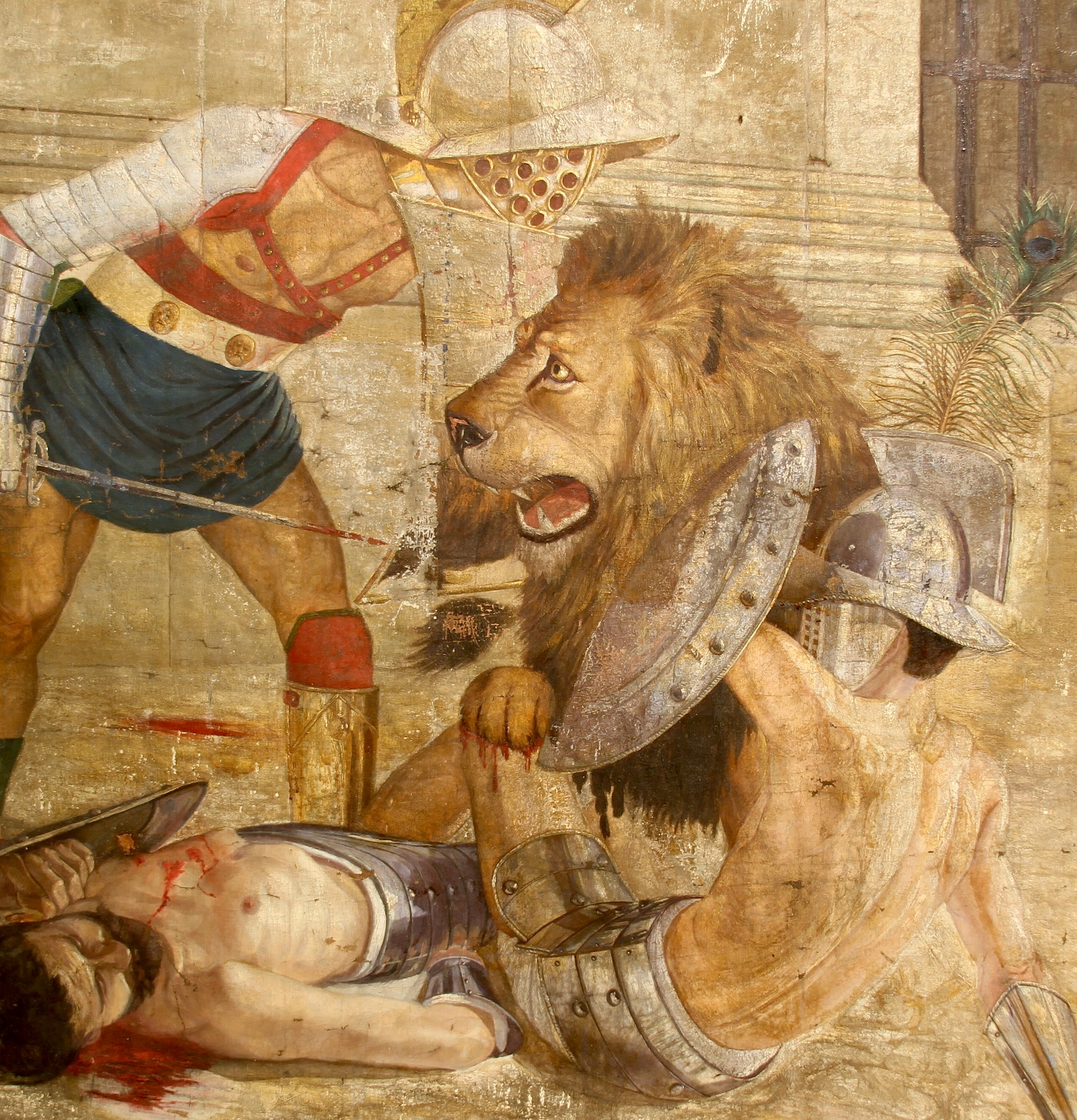
Berberlejon i Colosseum i Rom.

Berberlejonet är det lejon som romarna använde sig av på sina arenor för att kämpa mot gladiatorer, men är nuförtiden i princip utrotad. Detta lejon är också det största av alla lejon-underarter. Den är utdöd i det fria, men det finns personer som anser att de har ett  eller flera berberlejon i fångenskap. Den levde i Nordafrika, från Marocko till Egypten.
Det sista kända berberlejonet dödades i Marocko år 1922.
De evolutionära förhållanden mellan lejonets (Panthera leo) olika underarter är inte helt tydlig. Paleontologerne anser att berberlejonet (Panthera leo leo) utvecklade sig från en population av europeiskt lejon (Panthera leo europaea), som själv härstammar från asiatisk lejon (Panthera leo persica), som fortfarande lever, om än i minskat antal, i dagens Indien.
I ett internationellt forskningsprojekt har forskare utvunnit DNA-sekvenser från olika berberlejon ifrån samlingar på naturhistoriska museer och därefter jämfört dessa sekvenser med DNA från nu levande zoo-lejon för att se hur mycket "berberlejon" som finns i dessa, vilka ofta är en genetik blandning av flera underarter. Hanar och honor med en hög andel av berberlejon-DNA kommer sedan bli parade selektivt, liksom deras avkomma. Det ultimata målet är en återskapning av berberlejonet.